# امه هخمن
امه هخمن (انگلیسی: Aimé Haegeman; ۱ ژانویهٔ ۱۸۶۱ – ۱ ژانویهٔ ۱۹۳۵) سوارکار اهل بلژیک بود.
از افتخارات وی میتوان به کسب مدال طلا پرش سوارکاری در بازی‌های المپیک تابستانی ۱۹۰۰ اشاره کرد.